# Galéria
 Galéria  là một xã ở tỉnh Haute-Corse trên đảo Corse, Pháp. Xã này có diện tích 135,16 km², dân số năm 1999 là 302 người. Khu vực này có độ cao 29 mét trên mực nước biển.